# 여름빛 사랑 노래
여름빛 사랑 노래(일본어: 夏彩恋唄 나츠이로 코이우타[*])는 스튜디오 녹차(현재 폐업)에서 제작, 2016년 11월 25일에 출시한 성인용 연애 어드벤처 게임이다. 제작사인 스튜디오 녹차가 2019년 4월부로 폐업함에 따라, 본작은 스튜디오 녹차의 마지막 작품이 되었다.

## 등장 인물
카미키 카즈마 (神木 一真)
츠키요노 유나 (月夜野 悠那)
타카나시 히카루 (小鳥遊 光)
카미키 아야카 (神木 彩花)
스와 시온 (諏訪 紫苑)